# Jan Ottosson
Bo Jan-Otto Ottosson, född 10 mars 1960 i Högsäter i Dalsland, är en svensk längdskidåkare. Han tävlade för Åsarna IK, och svenska landslaget.
Bland Ottossons meriter som skidåkare märks två OS-guld i stafett (1984 och 1988), en sjätteplats på 50 kilometer vid OS 1988, en sjätteplats på 15 kilometer vid VM 1991, åtta individuella SM-guld, tio SM-guld i stafett  och 37 SM-guld i lag. I världscupsammanhang har Ottosson fem pallplatser, varav en seger.
Ottosson har vid fyra tillfällen (1989, 1991, 1992, 1994) vunnit Vasaloppet. Han åkte Vasaloppet 6 gånger. I samband med de segrarna blev Ottosson känd som "Dynamit-Otto".
Långloppsåkaren Markus Ottosson är Jan Ottossons brorson.